# Pseudaphycus abstrusus
Pseudaphycus abstrusus är en stekelart som beskrevs av Charles Joseph Gahan 1946. Pseudaphycus abstrusus ingår i släktet Pseudaphycus och familjen sköldlussteklar. Inga underarter finns listade i Catalogue of Life.